# Eminência hipotenar
A eminência hipotenar é uma porção muscular da palma da mão, logo abaixo ao dedo mínimo. Consiste num grupo de quatro músculos, que controlam os movimentos desse dedo.
Os quatro músculos são:
- Músculo abdutor do mínimo
- Músculo flexor curto do mínimo
- Músculo oponente do mínimo.
- Palmar curto

## Desordens
A "atrofia hipotenar" está associada à lesão do nervo ulnar.